# Stagione di college football 1880
La Stagione di college football 1880 fu la dodicesima stagione di college football negli Stati Uniti. 
La Intercollegiate Football Association (IFA), dopo aver rifiutato la riduzione da 15 a 11 dei giocatori in campo proposta da Walter Camp, applicò tale regola da questa stagione. L'altra regola fondamentale che venne implementata in questa stagione fu l'utilizzo della linea di scrimmage e la possibilità di effettuare lo snap anche con le mani.
Le università ufficialmente conteggiate furono otto, Michigan disputò un'unica gara a Toronto contro una locale selezione.
Secondo l'Official NCAA Division I Football Records Book, College of New Jersey (l'attuale Princeton) e Yale, che pareggiarono l'ultima gara di stagione 0-0 il 25 novembre a New York, condividono il titolo di campione nazionale di quella stagione.

## Classifica finale
| Scuola                | Conference V-S-P | Totale V-S-P |
| --------------------- | ---------------- | ------------ |
| Yale                  | -                | 4 - 0 - 1    |
| College of New Jersey | -                | 4 - 0 - 1    |
| Pennsylvania          | -                | 2 - 2        |
| Harvard               | -                | 2 - 2 - 2    |
| Rutgers               | -                | 1 - 2        |
| Columbia              | -                | 1 - 2        |
| Brown                 | -                | 0 - 1        |
| Michigan              | -                | 0 - 0 - 1    |
| Stevens               | -                | 0 - 3        |